# Jonas Gustavsson
Jonas Kristoffer "Monstret" Gustavsson, född 24 oktober 1984 i Danderyd, är en svensk före detta professionell ishockeymålvakt. Gustavsson inledde sin seniorkarriär med AIK i Hockeyallsvenskan och Division 1. Inför säsongen 2007/08 värvades Gustavsson av Färjestad BK och gjorde SHL-debut samma säsong. I sin andra säsong i klubben vann han SM-guld, var seriens bästa målvakt och vann också Guldpucken, som tilldelades årets spelare i svensk ishockey. Det var också under den här perioden som smeknamnet "Monstret" myntades, sedan han bland annat slagit ligarekord då han hållit nollan i 240 minuter och 25 sekunder.
Inför säsongen 2009/10 värvades Gustavsson av Toronto Maple Leafs i NHL. Under tre säsonger spelade han över 100 matcher för klubben, innan han skrev på för Detroit Red Wings. I Red Wings fick han en mer undanskymd roll som andremålvakt och fick speltid i färre än 50 matcher under de tre säsonger han tillbringade i klubben. Under sina två sista år i Nordamerika representerade Gustavsson också Boston Bruins och Edmonton Oilers, innan han återvände till Sverige för spel med Linköping HC i SHL inför säsongen 2017/18. I november 2020 meddelade han att han valt att avsluta sin karriär som ishockeyspelare.
Gustavsson gjorde debut i det Svenska landslaget i november 2008 och spelade sitt första VM 2009. Han spelade också VM i Tyskland året därpå och tog brons vid båda dessa tillfällen. Gustavsson har också varit uttagen att spela två OS. Han var med i den trupp som 2014 tog silver i Sotji, dock utan att ha fått speltid.

## Karriär

### Klubblag

#### 1999–2009: AIK och Färjestad BK
Jonas Gustavsson inledde sin ishockeykarriär i moderklubben Stocksunds IF. Säsongen 1999/00, vid 15 års ålder, vann Gustavsson U16-SM med AIK. De efterföljande tre säsongerna spelade han med AIK J18 och AIK J20, innan han säsongen 2003/04 gjorde debut med AIK:s seniorlag i Hockeyallsvenskan. I juni 2004 skrev Gustavsson ett ettårskontrakt med AIK och kombinerade spel med seniorlaget och AIK J20 fram till och med säsongen 2005/06. I mars 2006 förlängde han sitt kontrakt med klubben med ytterligare ett år och spelade sedan vad som skulle komma att bli sin sista säsong med AIK.

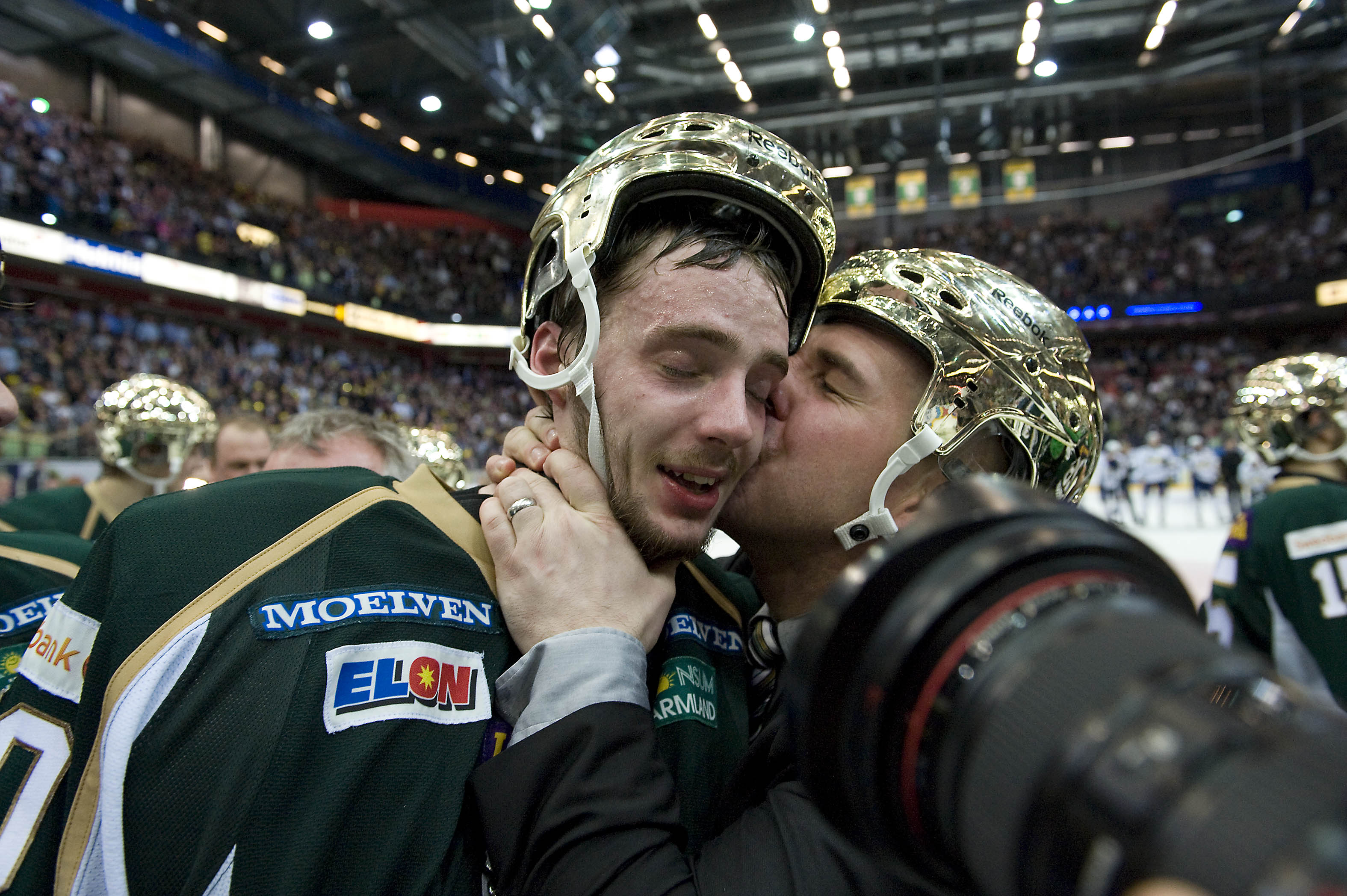
Gustavsson (t.v.) efter att ha vunnit SM-guld 2009.

Gustavsson värvades till Färjestad BK inför säsongen 2007/08, efter att ha skrivit ett tvåårsavtal med klubben, och började ett intensivt utvecklingsarbete tillsammans med målvaktstränaren Erik Granqvist. När Christopher Heino-Lindberg inför säsongen 2008/09 lämnade laget för Gustavssons gamla klubb, AIK, tog Gustavsson över platsen som förstemålvakt i truppen. Samtidigt värvade Färjestad den NHL-meriterade målvakten Reinhard Divis. Den 23 december 2008 förlängde Gustavsson sitt kontrakt med Färjestad med ytterligare två år. Han vann grundseriens målvaktsliga i överlägsen stil, med över 93 procent i räddningar. Efter att inte släppt in något mål i den tredje semifinalmatchen mot Skellefteå AIK i det efterföljande SM-slutspelet 2009 passerade Gustavsson först Henrik Lundqvists slutspelsrekord i antal minuter i följd utan insläppta mål och sedan även Thomas Östlunds elitserierekord i samma prestation (det nya rekordet löd 240 minuter och 25 sekunder). Färjestad tog sig fram till SM-final sedan man slagit ut både Brynäs IF och Skellefteå AIK i kvarts- respektive semifinal med 4–0 i matcher. I finalen ställdes laget mot HV71 och vände 0–1 till 4–1 i matchserien och Gustavsson tilldelades därmed sitt första SM-guld. På 13 slutspelsmatcher höll han nollan vid fem tillfällen.

#### 2009–2017: Spel i NHL och AHL i Nordamerika
I sitt kontrakt med Färjestad hade Gustavsson en klausul för spel i NHL och i juli bekräftades det att han lämnat Sverige då han skrivit ett ettårsavtal med Toronto Maple Leafs värt 810 000 dollar. Under den första dagen av träningslägret kollapsade Gustavsson och fick därefter genomgå en operation för att reparera ett "mindre" problem i hjärtat. Debuten i NHL ägde rum den 3 oktober 2009 då Gustavsson ersatte Vesa Toskala i en 4–6-förlust på bortaplan mot Washington Capitals. Tre dagar senare gjorde han sin första NHL-match från start; det blev åter förlust men denna gång med 1-2, hemma mot Ottawa Senators och Gustavsson räddade 26 av 28 skott. I början av december 2009 missade Gustavsson ett flertal matcher då han åter drabbats av hjärtproblem. Han återvände till spel den 18 december och höll nollan för första gången i NHL dagen därpå då Toronto besegrade Boston Bruins med 2–0. I mars 2010 vann Gustavsson sju matcher i följd och tangerade därmed Maple Leafs klubbrekord för längsta segersvit av en rookiemålvakt. Vid grundseriens slut var Toronto näst sist i hela ligan och missade slutspelet. 
Den 15 april 2010 förlängde Gustavsson sitt kontrakt med Toronto med två år, vilket gav honom en snittlön på ungefär 9,5 miljoner kronor per år. Under den efterföljande säsongen skickades Gustavsson i början av februari 2011 ned till Maple Leafs farmarlag Toronto Marlies i AHL, för att under en tvåveckorsperiod få mer speltid. Den 9 februari samma tvingades Gustavsson avbryta en match mot Connecticut Whale efter att, återigen, ha fått problem med hjärtat. Två dagar senare genomgick Gustavsson ännu en hjärtoperation. Den 22 februari var han tillbaka i spel med Marlies, och avslutade också säsongen i AHL.

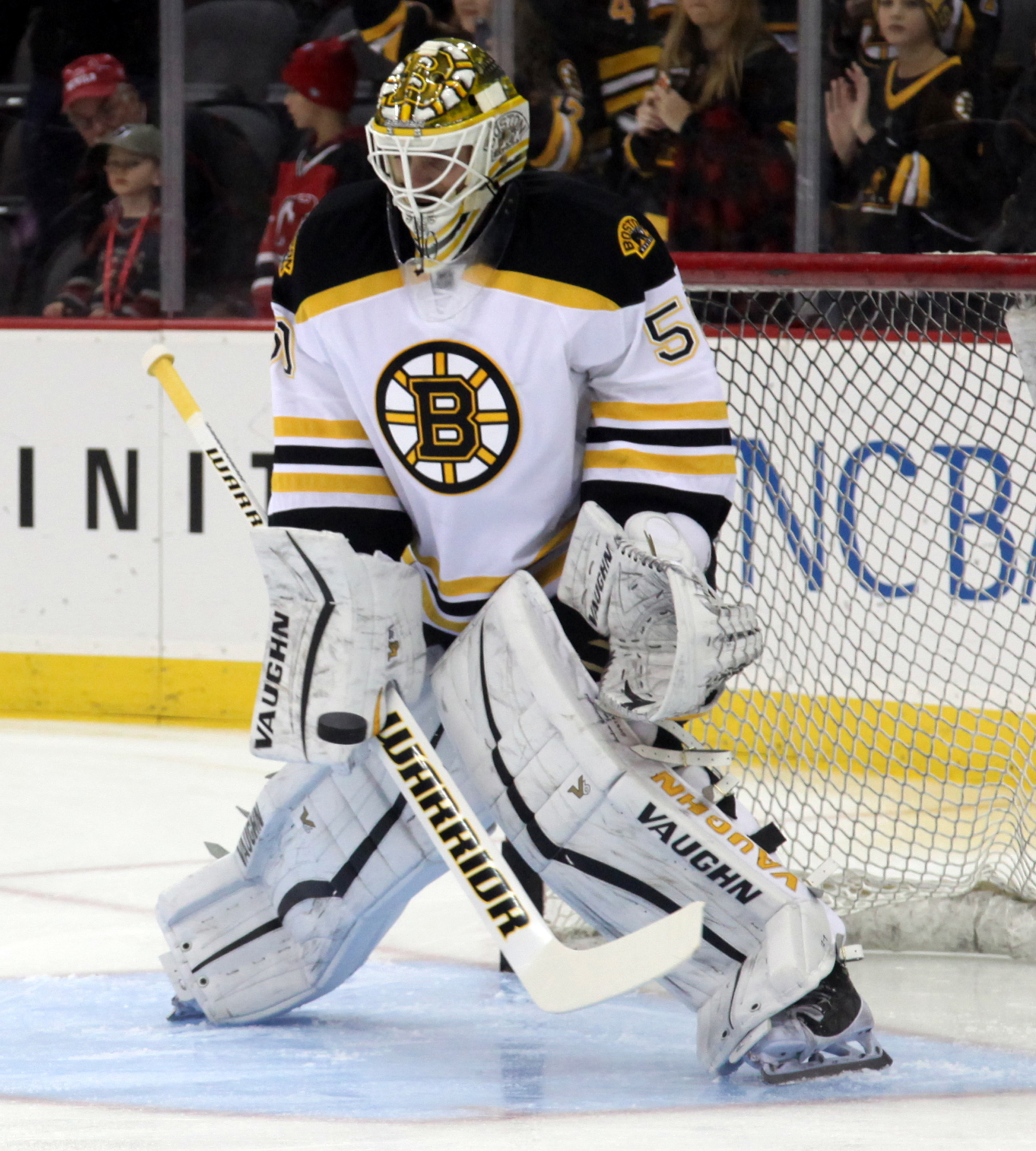
Gustavsson med Boston Bruins.

Säsongen 2011/12 var Gustavsson tillbaka i NHL och delade på målvaktsjobbet med James Reimer. Den 3 mars 2012 spelade han sin 100:e NHL-match då Toronto besegrade Montreal Canadiens med 3–1. Gustavsson spelade 42 matcher under säsongen och höll nollan vid fyra tillfällen. Den 23 juni 2012 bytte Winnipeg Jets till sig rättigheterna till Gustavsson i utbyte mot ett draftval 2013. Jets misslyckades dock med att kontraktera Gustavsson, som istället skrev på ett 2-årskontrakt med Detroit Red Wings värt 1,5 miljoner dollar per säsong, den 1 juli samma år. Den efterföljande säsongen, som blev förkortad på grund av lock-out, påbörjades i januari 2013. Gustavsson gjorde debut i Red Wings den 19 januari 2013 men var därefter ljumskskadad i drygt en månads tid. Totalt spelade han sju matcher för Detroit, och en match för farmarklubben Grand Rapids Griffins.
Tidigt in på säsongen 2013/14 ersatte Gustavsson Detroits förstemålvakt, Jimmy Howard, som skadat handen. Den 21 oktober 2013 utsågs Gustavsson till NHL:s First Star of the Week. Laget hade då, med Gustavsson i mål, vunnit över Boston Bruins, Columbus Blue Jackets och Colorado Avalanche, och därmed avancerat till förstaplatsen i Atlantic Division. Totalt under grundserien spelade Gustavsson 27 matcher (16 vinster, 5 förluster, 4 oavgjorda). Detroit tog sig vidare till slutspel som wild card och ställdes mot Boston Bruins i den första rundan. Gustavsson spelade i två slutspelsmatcher – Red Wings föll i båda och Bruins vann matchserien med 4–1.
Den 27 juni 2014 förlängde han kontraktet med Detroit med ett år. I säsongens 13:e omgång spelade Gustavsson sin tredje match, mot New York Rangers. I matchens slutsekunder slog han axeln ur led och väntades bli borta från spel i drygt två månader. Den 31 januari 2015 skickades Gustavsson ner till Grand Rapids Griffins i AHL, för att få mer speltid. Han spelade totalt två matcher för laget; han gjorde 29 räddningar på 31 skott i en 4–0-förlust mot Milwaukee Admirals den 31 januari, och räddade 30 av 31 skott i en 3–1-seger mot Toronto Marlies den 4 februari. Därefter återvände han till Red Wings och fick speltid i fyra matcher i slutet av grundserien.
Den 4 september 2015 blev Gustavsson inbjuden till Boston Bruins träningsläger, och den 4 oktober samma år offentliggjorde Bruins att de hade tecknat ett envägskontrakt på ett år med Gustavsson värt 700 000 dollar. Gustavsson gjorde debut i Bruins den 14 oktober 2015. Den 26 januari 2016 blev Gustavsson inskriven på sjukhus, återigen på grund av hjärtproblem, efter att ha tvingats avbryta en match mot Anaheim Ducks. Han skrevs dock ut dagen därpå då man inte kunde hitta något fel på hjärtat. Totalt spelade han 24 NHL-matcher under säsongen och höll nollan vid ett tillfälle.
Den 1 juli 2016 skrev Edmonton Oilers ett ettårskontrakt med Gustavsson, som skulle få agera andremålvakt bakom Cam Talbot. I och med att Talbot var etablerad förstemålvakt i Oilers fick Gustavsson väldigt lite speltid. Den 8 januari 2017 gjorde han sin sista NHL-match och blev dagen därpå uppsatt på waiverslistan. Kort därefter blev han nedskickad till Oilers farmarlag i AHL, Bakersfield Condors. I en match mot San Diego Gulls blev han tilldelad ett mål, i numerärt underläge, då han var sista spelare från Condors att röra pucken innan motståndarna gjorde självmål.

#### 2017–2020: Återkomst till Sverige
Den 4 maj 2017 bekräftades det att Gustavsson återvänt till Sverige, då han skrivit ett treårsavtal med Linköping HC i SHL. Under grundserien höll Gustavsson nollan vid tre tillfällen och tangerade därmed sitt personliga rekord i SHL från säsongen 2008/09. Inför säsongen 2018/19 utsågs Gustavsson till en av Linköpings assisterande lagkaptener. På 36 spelade matcher höll han nollan vid två tillfällen och noterades dessutom för två assisteringar. Kort efter säsongens slut, den 11 april 2019, meddelades det att Gustavsson förlängt sitt avtal med Linköping med ytterligare en säsong.
Säsongen 2019/20 var Gustavssons tredje med Linköping HC. Den 7 december 2019 höll han nollan för elfte gången totalt i SHL:s grundserien, då Malmö Redhawks besegrades med 0–1. På grund av skada missade Gustavsson de åtta avslutande matcherna av grundserien.
Den 11 november 2020 meddelade Gustavsson att han valt att avsluta sin karriär som ishockeyspelare.

### Landslag

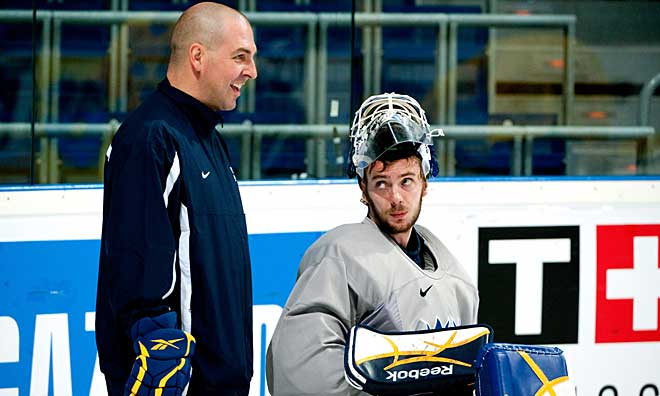
Gustavsson (t.h.) med det svenska landslaget.

Gustavsson blev uttagen att spela Karjala Tournament 2008 och gjorde debut i Sveriges andra match, mot Tjeckien, den 8 november 2008. Sverige föll med 4–1 sedan laget släppt in tre mål under den sista perioden.
Gustavsson blev därefter uttagen att spela VM 2009 i Schweiz, där han var förstemålvakt. I slutspelsrundan slog Sverige ut Tjeckien i kvartsfinal, men föll därefter mot Kanada med 3–1 i semifinal. I den efterföljande bronsmatchen besegrade laget dock USA med 4–2 och Gustavsson tilldelades därmed ett brons. Han spelade sammanlagt fem matcher och hamnade på 91,4 i räddningsprocent, vilket gav honom en nionde plats i målvaktsligan.
Vid OS i Vancouver 2010 blev han uttagen och fick agera andremålvakt bakom Henrik Lundqvist. Gustavsson fick speltid i den andra gruppspelsmatchen då Sverige besegrade Vitryssland med 4–2, och stod för 19 räddningar. Efter tre inledande segrar slogs Sverige ut i kvartsfinal av Slovakien med 3–4.
I maj samma år spelade Gustavsson sitt andra VM – denna gång i Tyskland. Han fick förtroende i sex av Sveriges nio matcher. Sverige gick fram till semifinal sedan man slagit ut Danmark i kvartsfinal, väl där föll man dock mot Tjeckien med 2–3. I bronsmatchen besegrades hemmanationen Tyskland med 3–1, och Gustavsson tilldelades ett VM-brons för andra året i följd.
2014 blev Gustavsson uttagen till OS, som denna gång hölls i Sotji. Han blev dock lagets tredjemålvakt, bakom Henrik Lundqvist och Jhonas Enroth. Sverige gick obesegrade fram till finalen, mot Kanada, som man förlorade med 3–0. Gustavsson tilldelades ett OS-silver, men spelade inte i en enda match under turneringen.

## Statistik

### Klubblag
| 2003–04    | AIK                   | HA         | 1   | —  | —  | —  | 20    | 1   | 8     | 0  | 2.95 | 88.9 | —  | —  | — | — | —     | —  | —   | — | —    | —    |
| 2004–05    | AIK                   | Div. 1     | 22  | —  | —  | —  | 1 270 | 32  | —     | 4  | 1.50 | 92.8 | —  | —  | — | — | —     | —  | —   | — | —    | —    |
| 2005–06    | AIK                   | HA         | 6   | —  | —  | —  | 351   | 14  | 185   | 0  | 2.39 | 93.0 | —  | —  | — | — | —     | —  | —   | — | —    | —    |
| 2006–07    | AIK                   | HA         | 23  | —  | —  | —  | 1 269 | 59  | 580   | 2  | 2.79 | 90.8 | —  | —  | — | — | —     | —  | —   | — | —    | —    |
| 2007–08    | Färjestad BK          | SHL        | 20  | 8  | 8  | 2  | 1 102 | 44  | 501   | 2  | 2.40 | 91.9 | 10 | 4  | 4 | 0 | 517   | 31 | 253 | 0 | 3.60 | 89.1 |
| 2007–08    | Skåre BK              | Div. 1     | 6   | —  | —  | —  | 368   | 16  | —     | 0  | 2.61 | 91.9 | —  | —  | — | — | —     | —  | —   | — | —    | —    |
| 2008–09    | Färjestad BK          | SHL        | 42  | 24 | 14 | 2  | 2 475 | 81  | 1 100 | 3  | 1.96 | 93.2 | 13 | 12 | 1 | 0 | 819   | 14 | 343 | 5 | 1.03 | 96.1 |
| 2009–10    | Toronto Maple Leafs   | NHL        | 42  | 16 | 15 | 9  | 2 340 | 112 | 1 034 | 1  | 2.87 | 90.2 | —  | —  | — | — | —     | —  | —   | — | —    | —    |
| 2010–11    | Toronto Maple Leafs   | NHL        | 23  | 6  | 13 | 2  | 1 242 | 68  | 552   | 0  | 3.29 | 89.0 | —  | —  | — | — | —     | —  | —   | — | —    | —    |
| 2010–11    | Toronto Marlies       | AHL        | 5   | 3  | 1  | 1  | 263   | 5   | 105   | 0  | 1.14 | 95.0 | —  | —  | — | — | —     | —  | —   | — | —    | —    |
| 2011–12    | Toronto Maple Leafs   | NHL        | 42  | 17 | 17 | 4  | 2 301 | 112 | 1 035 | 4  | 2.92 | 90.2 | —  | —  | — | — | —     | —  | —   | — | —    | —    |
| 2012–13    | Detroit Red Wings     | NHL        | 7   | 2  | 2  | 1  | 349   | 17  | 123   | 0  | 2.92 | 87.9 | —  | —  | — | — | —     | —  | —   | — | —    | —    |
| 2012–13    | Grand Rapids Griffins | AHL        | 1   | 1  | 0  | 0  | 60    | 1   | 26    | 0  | 1.00 | 96.3 | —  | —  | — | — | —     | —  | —   | — | —    | —    |
| 2013–14    | Detroit Red Wings     | NHL        | 27  | 16 | 5  | 4  | 1 551 | 68  | 667   | 0  | 2.62 | 90.7 | 2  | 0  | 2 | 0 | 133   | 6  | 66  | 0 | 2.71 | 91.7 |
| 2014–15    | Detroit Red Wings     | NHL        | 7   | 3  | 3  | 1  | 351   | 15  | 153   | 1  | 2.56 | 91.1 | —  | —  | — | — | —     | —  | —   | — | —    | —    |
| 2014–15    | Grand Rapids Griffins | AHL        | 2   | 1  | 1  | 0  | 119   | 4   | 59    | 0  | 2.02 | 93.7 | —  | —  | — | — | —     | —  | —   | — | —    | —    |
| 2015–16    | Boston Bruins         | NHL        | 24  | 11 | 9  | 1  | 1 259 | 57  | 565   | 1  | 2.72 | 90.8 | —  | —  | — | — | —     | —  | —   | — | —    | —    |
| 2016–17    | Buffalo Sabres        | NHL        | 7   | 1  | 3  | 1  | 331   | 17  | 122   | 0  | 3.10 | 87.8 | —  | —  | — | — | —     | —  | —   | — | —    | —    |
| 2016–17    | Bakersfield Condors   | AHL        | 20  | 8  | 9  | 0  | 1 114 | 45  | 499   | 1  | 2.42 | 91.7 | —  | —  | — | — | —     | —  | —   | — | —    | —    |
| 2017–18    | Linköping HC          | SHL        | 36  | 15 | 19 | 0  | 1 987 | 80  | 876   | 3  | 2.42 | 91.6 | 5  | 3  | 2 | 0 | 317   | 14 | 158 | 0 | 2.65 | 91.8 |
| 2018–19    | Linköping HC          | SHL        | 36  | 18 | 16 | 0  | 2 039 | 84  | 936   | 2  | 2.47 | 91.8 | —  | —  | — | — | —     | —  | —   | — | —    | —    |
| 2019–20    | Linköping HC          | SHL        | 32  | 13 | 13 | 5  | 1 866 | 73  | 809   | 1  | 2.35 | 91.7 | —  | —  | — | — | —     | —  | —   | — | —    | —    |
| NHL totalt | NHL totalt            | NHL totalt | 179 | 72 | 67 | 23 | 9 724 | 466 | 4 251 | 7  | 2.88 | 90.1 | 2  | 0  | 2 | 0 | 133   | 6  | 66  | 0 | 2.71 | 91.7 |
| SHL totalt | SHL totalt            | SHL totalt | 166 | 78 | 70 | 9  | 9 469 | 362 | 4 222 | 11 | 2.29 | 92.1 | 28 | 19 | 7 | 0 | 1 653 | 59 | 754 | 5 | 2.14 | 92.7 |

### Internationellt
| År            | Lag           | Turnering     |    | M | V | F | O   | MIN | IM  | R | N    | GIM  | R% |
| ------------- | ------------- | ------------- | -- | - | - | - | --- | --- | --- | - | ---- | ---- | -- |
| 2009          | Sverige       | VM            | 5  | 3 | 2 | 0 | 276 | 13  | 138 | 0 | 2.83 | 91.4 |    |
| 2010          | Sverige       | OS            | 1  | 1 | 0 | 0 | 60  | 2   | 17  | 0 | 2.00 | 89.5 |    |
| 2010          | Sverige       | VM            | 6  | 4 | 2 | 0 | 370 | 11  | 163 | 0 | 1.79 | 93.7 |    |
| Senior totalt | Senior totalt | Senior totalt | 12 | 8 | 4 | 0 | 706 | 26  | 318 | 0 | 2.21 | 92.4 |    |